# Cammin (bei Neubrandenburg)
Cammin (bei Neubrandenburg) este o comună din landul Mecklenburg-Pomerania Inferioară, Germania.